# Reichstage zu Augsburg
Im Heiligen Römischen Reich fanden seit dem 12. Jahrhundert Reichstage in Augsburg statt, die aus den Hoftagen des Kaisers hervorgegangen waren. Sie entwickelten sich zu einer festen Rechtsinstitution. Drei Gruppierungen bestimmten außer dem Regenten das Geschehen: Kurfürsten, Fürsten und (später) die Vertreter der Reichsstädte.
Augsburg war als Bischofs- und Reichsstadt mehrfach Gastgeber der Reichsstände. Im 16. Jahrhundert konzentrierten sich dort mehrere Reichstage, von denen zwei besonders hervorzuheben sind:
- 1530 Reichstag unter Kaiser Karl V.: Verlesung des „Augsburger Bekenntnisses“ (Confessio Augustana).
- 1555 Reichstag unter König Ferdinand I.: Augsburger Religionsfriede

## Hintergrund
Ein Reichstag wurde besonders häufig von Kaisern aus dem Hause Habsburg abgehalten. Ein Zusammenhang mit deren Finanzproblemen ist dabei nicht von der Hand zu weisen. Kaufmannsgeschlechter wie die Fugger und Welser, die im Handel gut verdienten und mit Krediten Herrschern unter die Arme griffen, konnten auch die mit einem Reichstag verbundenen Kosten und Belastungen für die Reichsstadt abfedern. Die heimischen Wirtschaftsmagnaten hatten Kontakte zu Kaiser und Papst, zu weltlichen und geistlichen Fürsten. Augsburg war zu jener Zeit eine Weltstadt, in der Politik gemacht wurde. 
Auch die Lage an Poststraßen war bei der Wahl eines Reichstagsortes ein Kriterium. Die Vernetzung der Handelshäuser (Zentrale zu ihren Niederlassungen) ließ einen reichen Strom von kaufmännischen wie politischen Informationen nach Augsburg fließen.

## Hof- und Reichstage zu Augsburg
Die folgende Übersicht stellt Tagungen in Augsburg und Informationen über das jeweilige Geschehen dar. Sie erhebt nicht den Anspruch auf Vollständigkeit. Der Übergang des Begriffes „Hoftag“ zum Begriff „Reichstag“ war fließend; einschließlich 11. Jahrhundert ist nachfolgend einheitlich „Hoftag“ verwendet.

### 952
König Berengars II. Missachtung seines seit 940 bestehenden Lehnsverhältnisses mit Otto I. und ein Hilferuf der Witwe von Berengars Vorgänger Lothar, Adelheid, veranlassten Otto zu seinem ersten Italienzug. In Pavia ließ er sich als König der Franken und Langobarden huldigen und belehnte auf dem Hoftag von Augsburg am 7. August 952 Berengar mit Italien (Ober- und Mittelitalien ohne päpstliche Gebiete). Berengar und dessen Sohn Adalbert behielten ihre italienische Königswürde, wurden jedoch Vasallen Ottos und mussten die Markgrafschaften Verona und Aquileia abtreten, die mit dem Herzogtum Bayern vereinigt wurden.
Zweites wichtiges Ergebnis dieses Hoftages ist die Verurteilung des Grafen Guntram (genannt „der Reiche“) wegen Hochverrats. Der Grund hierfür ist nicht bekannt. Guntrams Besitz im Thurgau, in der Rheinebene, im Elsass und im Breisgau wurde eingezogen und dem Königsgut einverleibt. Unmittelbar nach Guntrams Verurteilung vergab der König an das Kloster Einsiedeln Teile der konfiszierten gräflichen Güter im Breisgau.

### 1040
1040 versuchten auf einem Hoftag italienische Fürsten und Große, gegen Bonifaz I., Markgraf von Tuszien und Canossa, der seine Hausmacht in Oberitalien ausbaute, vorzugehen. Sie konnten sich aber bei Kaiser Heinrich III., der in Bonifaz einen wichtigen Parteigänger hatte, nicht durchsetzen.

### 1077 (?)
Der Investiturstreit mit Papst Gregor VII. war entbrannt. Der Papst exkommunizierte Heinrich IV. am 22. Februar 1076 und erklärte ihn für abgesetzt. Zuvor hatte Heinrich IV. den aus seiner Sicht unrechtmäßig an die Macht gekommenen Papst seinerseits für abgesetzt erklärt.
Die bestehende Fürstenopposition zwang daraufhin Heinrich zum Versprechen des Gehorsams und der Genugtuung gegenüber dem Papst. Die Fürsten drohten mit der Wahl eines Gegenkönigs, sollte Heinrich nicht innerhalb eines Jahres vom Bann gelöst werden.
Für den 2. Februar 1077 wurde ein Hoftag nach Augsburg einberufen, zu dem auch Papst Gregor VII. eingeladen wurde. Heinrich kam der drohenden Vereinigung von Fürstenopposition und Papsttum zuvor, indem er Gregor entgegen reiste. Der Gang nach Canossa endete nach zähen Verhandeln mit der Aufhebung des Banns; Gregor behandelte Heinrich in der Folge als König. Vermutlich ist dieser geplante Reichstag in Augsburg entfallen, Papst Gregor reiste jedenfalls nicht nach Augsburg.
Ungeachtet der Einigung von Canossa wählte die Fürstenopposition den Schwabenherzog Rudolf von Rheinfelden am 15. März in Forchheim zum neuen König. Der wiederum anerkannte die kanonische Wahl der Bischöfe und verzichtete auf die Erblichkeit der Königswürde. Damit schienen Papst und Fürsten den Sieg davongetragen zu haben. Heinrich gab sich jedoch damit nicht geschlagen und nach dem Tod seines Gegners Rudolf erstarkte er wieder zunehmend.

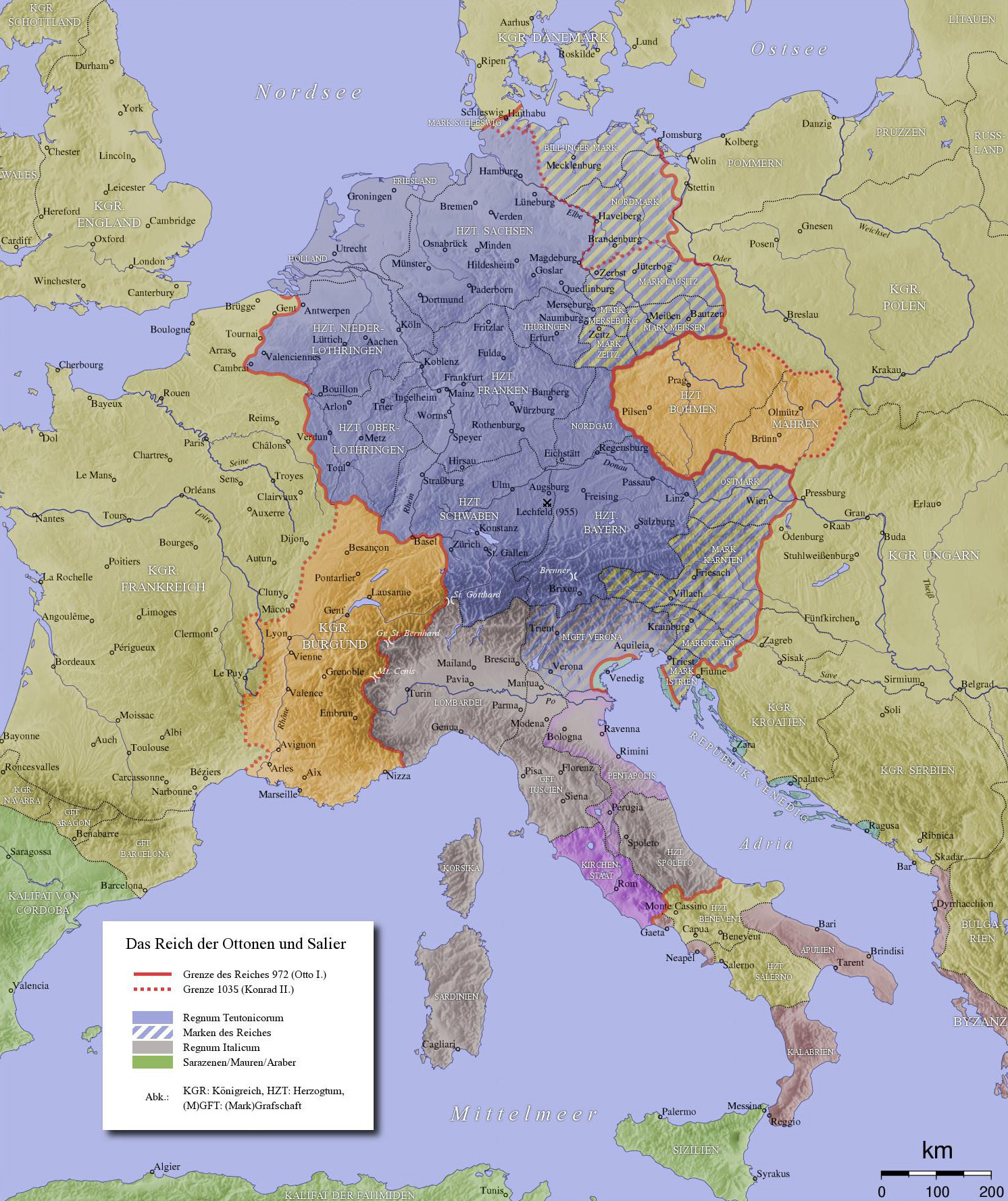
Das Imperium (rot umrandet) mit Regnum Teutonicorum (blau) in ottonischer Zeit im 10. Jahrhundert

### 1138
Dieser Hoftag wurde von Konrad III. einberufen, um die Übermacht des Welfen Heinrichs des Stolzen zu brechen. Heinrich konnte sich bei der Königswahl 1137 zwar nicht gegen Konrad durchsetzen, hatte jedoch als Herzog von Bayern, Sachsen und Tuszien eine Konrad gefährdende Machtfülle. In Augsburg verlangte Konrad von Heinrich die Herausgabe eines der beiden deutschen Herzogtümer. Heinrich verweigert Herausgabe und Huldigung.
Auf dem Hoftag zu Würzburg im Herbst desselben Jahrs wurde Heinrich der Stolze wegen Hochverrats verurteilt und verfiel der Acht. Beide Herzogtümer werden ihm entzogen und Sachsen an Albrecht den Bären, Bayern an Leopold IV., Markgraf von Österreich, gegeben.

### 1155
leider keine weiteren Angaben

### 1158
Im Jahr zuvor war es während des Reichstags von Besançon zum Eklat gekommen: In einem Brief Papst Hadrians IV., in dem er gegen das kaiserliche Verhalten nach der Gefangennahme Erzbischofs Eskils durch kaiserliche Parteigänger protestierte, wurde das Kaisertum (eher beiläufig) als „beneficium“ bezeichnet. Die Legaten des Papstes mussten das Land verlassen und in einem Antwortbrief verwahrte sich Friedrich gegen jede lehnsmäßige Abhängigkeit des Kaisers vom Papsttum. 
Hadrian erhält vom deutschen Episkopat keinerlei Unterstützung für sein Vorgehen und lässt auf dem Hoftag von Augsburg ein Schreiben verlesen, in dem er beteuert, das Wort „beneficium“ bedeute „Wohltat“ (bonum factum) und nicht „Lehen“ (feudum).
Auf demselben Hoftag kam es zum so genannten „Augsburger Schied“, in dem Kaiser Friedrich I. Barbarossa am 14. Juni 1158 Herzog Heinrich dem Löwen im Streit mit Bischof Otto I. von Freising das Recht erteilte, eine Zollbrücke über die Isar am Ort „ad Munichen“ zu betreiben, aus dem sich später München entwickeln sollte.
Heinrich hatte zuvor eine bischöfliche Brücke in Feringa (Oberföhring) abreißen lassen und die Berchtesgadener Salzhändler auf ihrem Weg nach Norden und Westen über seine eigene, wenige Kilometer weiter südlich gelegene Brücke gelotst. 
Friedrich billigt Heinrichs Vorgehen, erlegt diesem aber auf, als Ausgleich für die Aufhebung der Markt- und Zollrechte Feringas dem Freisinger Bischof ein Drittel der Zolleinnahmen abzugeben.
Im Anschluss an den Hoftag brach Friedrich I. Barbarossa zu seinem zweiten Feldzug in das unruhige Italien auf.

### 1179
Die Auseinandersetzung mit dem welfischen Herzog von Bayern und Sachsen, Heinrich dem Löwen nach dessen Treuebruch im Jahr 1176 dauerte an. Kaiser Friedrich I. Barbarossa hatte für Mitte September 1179 einen Hoftag nach Augsburg einberufen, um nach seinem Kurswechsel gegenüber der aggressiven Politik Heinrichs des Löwen die süddeutschen Fürsten auf ihre Treue zum Reich einzuschwören. Um Heinrich im Süden in seinem Herzogtum Bayern und bei dessen Nachbarn zu isolieren, blieb der Kaiser bis zum Jahresende im Süden und pflegte enge Kontakte mit den dortigen Fürsten. In Lüneburg feierte unterdessen Heinrich der Löwe pompös das Weihnachtsfest 1179, um zu signalisieren, dass die auf dem Hoftag von Magdeburg im Juni 1179 verkündete Reichsacht ihn nicht kümmere.

### 1184
Auf dem Hoftag von Friedrich I. Barbarossas Mitkönig, seinem Sohn Heinrich VI., wird dessen Verlobung mit der sizilianischen Prinzessin Konstanze verkündet und eidlich beschworen. Die Hochzeit sollte im Januar 1186 in Mailand stattfinden. Dadurch war der Weg frei für die Verbindung der römisch-deutschen Kaiserreichs und dem normannischen Königreich Sizilien.

### 1207
König Philipp von Schwaben war es im Thronstreit mit Otto IV. seit 1204 zunehmend gelungen, wichtige Anhänger des Welfen auf seine Seite zu ziehen und so seine Position im Reich und gegenüber Papst Innozenz III. entscheidend zu stärken. Schließlich war es ihm 1207 gelungen, auch mit König Ottokar I. Přemysl von Böhmen ein Bündnis zu schließen, das auf dem Hoftag durch die Verlobung von Philipps Tochter Kunigunde mit Ottokars Sohn Wenzel besiegelt wurde.

### 1226
Ludwig dem Kelheimer, Herzog von Bayern und Pfalzgraf bei Rhein, wurde auf diesem Hoftag im Juli von Kaiser Friedrich II. das Amt des Reichsgubernators übertragen. 
Friedrich hatte bereits 1220 seinen neunjährigen Sohn Heinrich (VII.) zum König wählen lassen. Für den Minderjährigen führte während der häufigen Abwesenheit des Kaisers ein Regentschaftsrat die Geschäfte. Engelbert I., Erzbischof von Köln dominierte darin. Nach seiner Ermordung bestellte Friedrich den Bayernherzog Ludwig zum Vormund und Reichsgubernator. Bereits zwei Jahre später entledigte sich Heinrich am 25. Dezember 1228 allerdings der Vormundschaft Ludwigs und regierte selbstständig.

### 1251
Nach seiner Exkommunikation durch Papst Innozenz IV. im April 1251 ernannte König Konrad IV. im Juni bei einem Reichstag Herzog Otto II. von Bayern zu seinem Stellvertreter.

### 1275
Auf dem Hoftag wurde über Ottokar II. Přemysl, König von Böhmen, die Reichsacht verhängt, weil er sich weigerte, unberechtigt in Besitz genommene Reichsgüter zurückzugeben.
Der 1273 gewählte König Rudolf I. erklärte zu seinem wichtigsten Ziel, die seit der Absetzung Friedrichs II. durch den Papst 1245 unter fremde Herrschaft des Reiches gekommene Rechte und Güter des Reiches zurückzugewinnen. Rudolf forderte deshalb auf den Hoftagen von Speyer 1273 und Nürnberg 1274 die Rückgabe sämtlicher Reichsgüter.
Ottokar hatte nach dem Aussterben der Babenberger und einem siegreichen Konflikt mit den Staufern 1251 das Herzogtum Österreich in Besitz genommen. 1260/1261 hatte er zusätzlich das Herzogtum Steiermark, 1269 Kärnten und Krain erworben.
Nach der Wahl Rudolfs, deren Rechtmäßigkeit Ottokar immer wieder anzweifelte, verweigerte er die Huldigung gegenüber Rudolf und ebenso die Rückgabe seiner unrechtmäßig in Besitz genommenen Reichsgüter.
Daher wurden Ottokar am 24. Juni 1275 alle Reichslehen, das Schenkenamt und die österreichischen Länder aberkannt und die Acht über ihn verhängt.
Auf diesem Hoftag wurde auch erstmals in einem Reichsdokument die Siebenzahl der Königswähler (bei königlicher Anerkennung des Wahlrechts des Herzogs von Bayern) erwähnt. Der Schwabenspiegel (1275/76) wich daraufhin an den entsprechenden Stellen vom Sachsenspiegel und vom Deutschenspiegel ab und normierte die Exklusivität der Königswähler. Den Herrscher sollten nunmehr sieben Personen wählen: drei Geistliche und vier Laien, darunter der Herzog von Bayern, aber noch nicht die späteren Kurfürsten. Weitere Fürsten wurden nicht mehr erwähnt.
Zudem baten Augsburger Bürgersprecher Rudolf I. um Genehmigung einer erweiterten Stadtrechtsaufzeichnung, die von ihm 1276 als deutschsprachiges Stadtrechtsbuch verliehen wurde.

### 1282
König Rudolf I. belehnte auf dem Hoftag am 17. Dezember 1282 seine Söhne Albrecht und Rudolf „zur gemeinsamen Hand“ mit den Herzogtümern Österreich und Steiermark sowie mit Krain und der Windischen Mark und erhob sie in den Reichsfürstenstand. Damit wurde die Grundlage der habsburgischen Herrschaft geschaffen. Die Beurkundung dieser Entscheidung erfolgte am 27. Dezember 1282, der Hoftag war am 21. Dezember in Augsburg zu Ende gegangen.

### 1473
Den Reichstag beschäftigten zumeist Finanzierungsfragen und Lastenverteilung im Zusammenhang mit den Türken, die seit 1471 in die Steiermark einfielen.
Zudem ließ Kaiser Friedrich III. für den Reichstag sein etwa 1.000 Personen starkes Gefolge neu einkleiden. Das Haus Fugger stundete die Rechnung und bekam dafür das kaiserliche Wappen mit den beiden Lilien verliehen.

### 1474
Neben der erneut auf der Tagesordnung stehenden Frage der Reichshilfe gegen die Türkengefahr verhängte der Kaiser Friedrich III. am 27. Mai über Kurfürst Friedrich I. von der Pfalz wegen der Weißenburger Fehde die Reichsacht.
Da der Kaiser seine in Augsburg angefallenen Kosten nicht bezahlen konnte, wurde er von Gläubigern an der Abreise gehindert. Die Gesandtschaft aus Köln löste ihn aus.

### 1500
- Der Reichstag wurde am 10. April eröffnet.
- Die Errichtung des Reichsregiments, einer Art ständischer Reichsregierung, an deren Zustimmung die Regierungsmaßnahmen des Kaisers gebunden sein sollten, wurde beschlossen. Wie sich im weiteren historischen Verlauf zeigte, setzte sich diese vom Kaiser kühl aufgenommene Neuerung nicht durch und wurde von ihm keine zwei Jahre später aufgelöst.
- Zur Durchführung der Reichsexekution gegen Landfriedensbrecher wie auch zur Vollstreckung der Reichskammergerichtsurteile schuf der Reichstag eine Reichsexekutionsordnung. Das Reich wurde hierzu in sechs, später zehn, überterritoriale Verwaltungseinheiten (Reichskreise) geordnet. Der Reichstag von Trier/Köln bestätigte und ergänzte 1512 die Reichsexekutionsordnung.
- Der Maler Hans Burgkmair der Ältere knüpfte am Rande des Reichstags die ersten Kontakte zu Maximilian I., was später zu Aufträgen führt.
- Handwerker zeigten ihren Wohlstand in diesen Jahren durch das Tragen luxuriöser Kleidung, so dass sie äußerlich nur schwierig von Adligen unterscheidbar waren. Auf den Reichstagen zu Freiburg (1498) und Augsburg (1500) wurden die Handwerksknechte deshalb ermahnt: „auch kein Gold, Silber, Perlin, Sammet, Seyden, Schamlot noch gestückelten Kleider anzutragen.“

### 1503
Auf Initiative des deutschen Königs Maximilian I. gewährte der Reichstag Landsknechten das Recht, sich nach eigenem Gutdünken zu kleiden.

### 1510
Der Reichstag wurde im Stadtpalast von Jakob Fugger abgehalten. Hamburg wurde vom Reichstag zur Reichsstadt erklärt. Diese Erklärung wurde von Dänemark nicht anerkannt. 
Hamburg neigte grundsätzlich zur Ansicht, Teil der holsteinischen Landesherrschaft zu sein. Diese Meinung vertraten auch die dänischen Könige, die dort 1460 die Schauenburger Grafen abgelöst hatten. Kaiser und Reichstag hingegen maßen dem Ort an der Elbe den Status einer freien und unmittelbaren Reichsstadt zu.

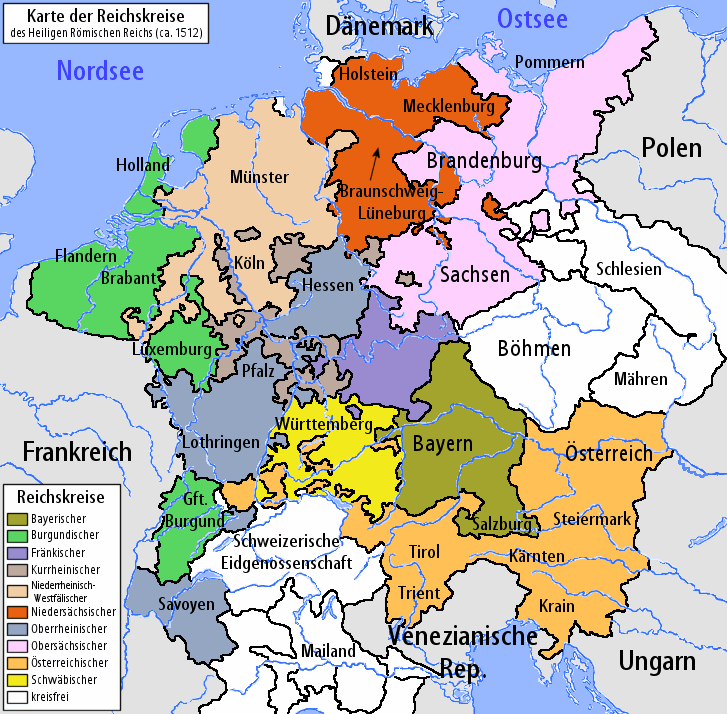
Die Reichskreise des Heiligen Römischen Reiches 1512, vor der Reichsreform

### 1517
Ulrich von Hutten wurde von Maximilian I. auf dem Reichstag zum poeta laureatus gekrönt und zum kaiserlichen Orator ernannt.

### 1518

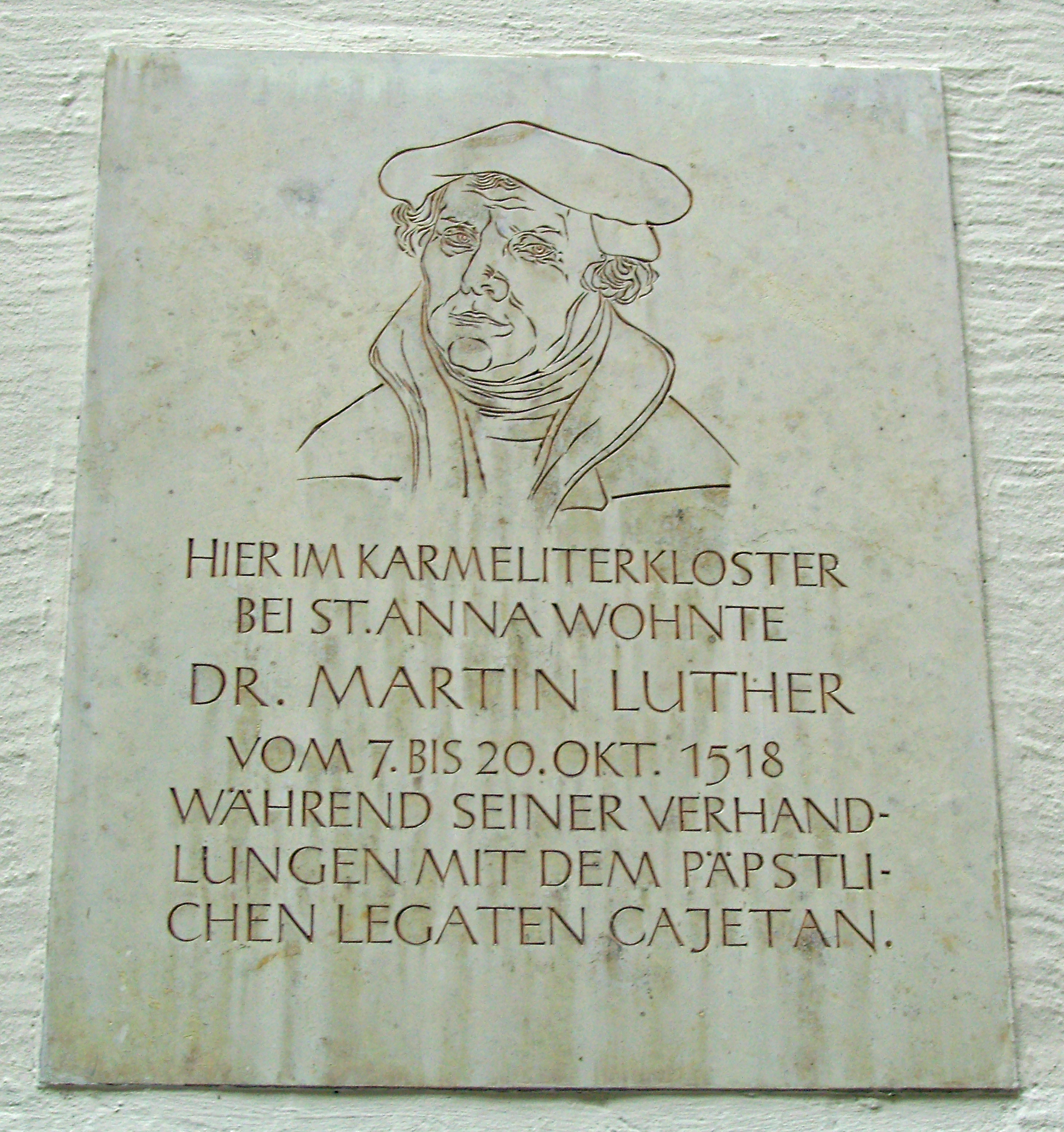
Gedenktafel an Martin Luther an dessen Übernachtungsort, dem Karmelitenkloster Augsburg, heute St.-Anna-Kirche

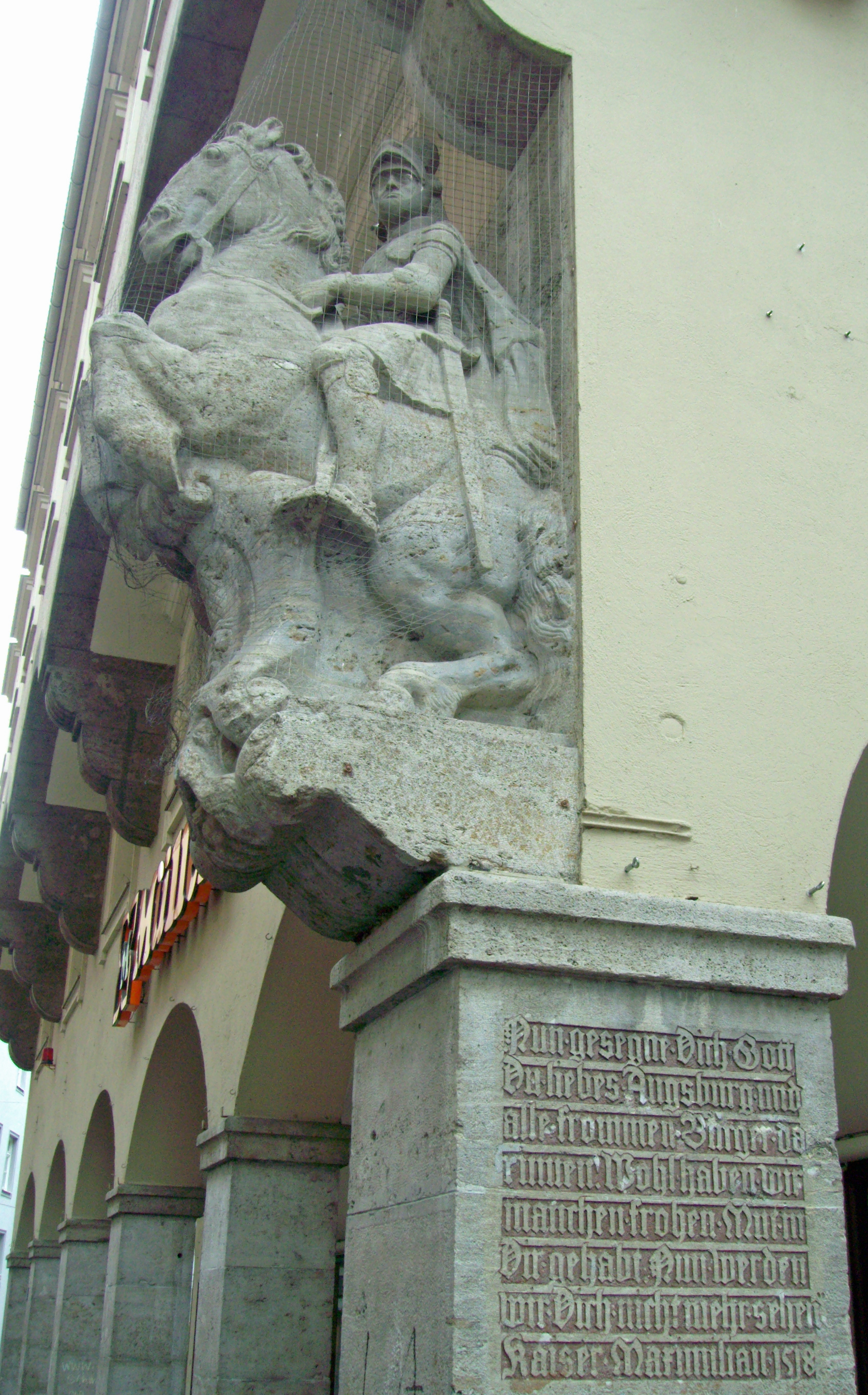
Reiterstandbild Maximilian I. mit Abschiedsworten von Augsburg

- Martin Luther wurde zu einem Verhör über seine Thesen nach Augsburg zitiert, wo der Kaiser einen Reichstag abgehalten hatte und bereits abgereist war. Die Gespräche Luthers fanden vom 12. Oktober bis 14. Oktober im Stadtpalast der Fugger statt. Der Mönch verweigerte unter Berufung auf das Evangelium vor dem Kardinallegaten Cajetan, dem päpstlichen Gesandten, den Widerruf seiner 95 Thesen und lehnte den Vermittlungsversuch des päpstlichen Kammerherrn Karl von Miltitz ab. Einer drohenden Verhaftung entzog sich Luther durch nächtliche Flucht.
- Im Mittelpunkt des Reichstags (vom Juli bis Oktober) standen Bemühungen, die Wahl des Kaiserenkels Karl von Spanien zum Nachfolger von Maximilian I. zu sichern, was aber fehlschlug. (Maximilians einziger Sohn, Philipp I. von Kastilien war 1506 gestorben.)
- Zwar wurden die Gravamina (drückende Lasten) der deutschen Nation gegen den Heiligen Stuhl auf die Tagesordnung gerückt, doch ein Beschluss dazu vertagt.
- Maximilian I. wollte als einziger der christlichen Fürsten die Kreuzzugspläne des Papstes und des Laterankonzils verwirklichen und mit einem Kreuzzugsheer gegen die Muslime anrücken. Doch die Mächte misstrauten sich gegenseitig. Die Reichsstände widersetzten sich zudem dem Ansinnen, eine Türkenzugssteuer (Reichstürkenhilfe) aufzubringen, wie dies Kardinal Cajetan forderte. Auch der Aufruf Ulrich von Huttens Exhortatio ad principes Germaniae zum Türkenkrieg, der ein reichspolitisches Reformprogramm beinhaltete, erzielte keine Resonanz
- Ludwig V. von der Pfalz gelang es, sein Ziel der Aufhebung der Reichsacht gegen die Kurpfalz umzusetzen.
- Balthasar Hubmaier, Domprediger in Regensburg, schaltete sich in die alten Auseinandersetzungen der Donaustadt mit den Juden ein, die unter kaiserlichem Schutz standen. In Predigten geißelte er deren Zinsnahme und Wucher, beschuldigt sie aber auch mit länger bekannten christlichen Vorwürfen wie Christus- und Marienlästerung. Wegen solcher aufrührerischer Predigten musste er sich vor Kaiser Maximilian I. auf diesem Reichstag verantworten.
- Albrecht Dürer ist Vertreter Nürnbergs beim Reichstag. Er porträtiert nebenher außer Kaiser Maximilian und anderen Adeligen auch den reichsten Mann jener Zeit, den Kaufmann Jakob Fugger.
- Papst Leo X. verlieh dem auf dem Reichstag weilenden Mainzer Kurfürsten Albrecht von Hohenzollern als damals 28-Jährigem zusätzlich die Kardinalswürde. Albrecht hatte schon früh ein Faible für die Verbreitung seines Bildnisses entdeckt, um auf seine Ämter und seine herausragende Stellung unter den Kurfürsten zu verweisen. Aufgeschlossen zeigte er sich nicht nur gegenüber gemalten Porträts, sondern auch gegenüber vervielfältigten Bildnissen im Kupferstich oder als Medaille. Beide Kunstgattungen waren neu und der Kurfürst beförderte deren Entwicklung, als er Albrecht Dürer für einen Kupferstich und Hans Schwarz für eine Bildnismedaille Modell saß. Die auf dem Augsburger Reichstag entstandenen Bildnismedaillen werden gewöhnlich als Beginn der deutschen Medaillenkunst gesehen.
- Maximilian I. soll von seinem letzten Reichstag, auf dem bereits über seine Nachfolge durch Karl V. verhandelt wurde, mit den Worten Abschied genommen haben: „Nun gesegne Dich Gott, Du liebes Augsburg und alle frommen Bürger darinnen! Wohl haben wir manchen frohen Mut in Dir gehabt. Nun werden wir Dich nicht mehr sehen.“[2]

### 1525
Ein kurzer Reichstag zum Ende des Jahres widmete sich den Spannungen nach dem Bauernkrieg. Während die eine Seite die strikte Durchführung des Wormser Edikts von 1521 forderte, plädierten andere für die Umsetzung kirchlicher Neuerungen. Man einigte sich auch unter Konrad Peutingers Einfluss auf den Kompromiss, in Glaubensfragen die Entscheidung eines Konzils abzuwarten. Die Predigtklausel des 3. Nürnberger Reichstags und die Konzilsforderung wurden wiederholt. Eine Vertagung auf das Folgejahr in Speyer wurde beschlossen.
Siehe auch:
- Konrad Peutinger, Berater von Maximilian I.

### 1530
- Der Reichstag war ursprünglich für den 8. April, sodann am 1. Mai geplant, verzögerte sich aber erneut.[3]
- Der Kaiser zog am 15. Juni in Augsburg ein und eröffnete am 20. Juni den Reichstag.
- Aus kaiserlicher Sicht waren die Hilfe gegen die Türken und die Lösung der Konfessionsprobleme Hauptthemen.
- Die Ausbreitung theologischer Diskrepanzen in den jüngsten Jahren belastete die politische Situation im Reich, weshalb Karl V. die Reformatoren um Darlegungen ihrer Standpunkte gebeten hatte.
- Auf diesem Reichstag bemühte sich Philipp Melanchthon in zähen Verhandlungen um die Anerkennung des protestantischen Bekenntnisses durch die katholische Seite. Das für die reichsrechtliche Existenz des Protestantismus elementare Augsburgische Bekenntnis, das in den wesentlichen Teilen von Melanchthon stammt, wurde nach Akzeptanz durch den Reichstag auch von Martin Luther akzeptiert. Luther konnte sich zu dieser Zeit wegen seiner Reichsacht nicht nach Augsburg wagen und half seinen Freunden von der Veste Coburg aus brieflich mit seinem Rat.
- Die Augsburger Konfession wurde am 25. Juni dem Kaiser überreicht.
- Kaiser Karl V. verlas auf dem Reichstag die katholische Antwort auf die Augsburger Konfession (Confutatio pontificia = päpstliche Widerlegung). Melanchthon überreichte die Apologie, die aber nicht angenommen wurde.
- Die Städte Straßburg, Konstanz, Lindau am Bodensee und Memmingen reichten zum Reichstag die Confessio Tetrapolitana, eine weitere reformatorische Bekenntnisschrift, ein. Sie wurde vom Kaiser nicht angenommen.
- Auch das Bekenntnis von Ulrich Zwingli Fidei ratio ad Carolum imperatorem wurde dem Reichstag vorgelegt.
- Der Reichstag entschied ferner, dass auf Druckwerken ab sofort Drucker und Druckort verpflichtend anzugeben seien.
- Das Herzogtum Pommern wurde von Kaiser Karl V. Georg I. von Pommern und seinem Bruder Barnim IX. als Reichslehen anvertraut.
- Seinem Bruder, König Ferdinand I., übertrug er das Herzogtum Württemberg als erbliches Lehen.
- Für verehelichte Priester werden Acht und Bann ausgesprochen.
- Für Geldgeschäfte der Juden mit Christen wurden einheitliche Regeln verlesen. Josel von Rosheim unterband damit die Billigung einer drohenden Serie antijüdischer Verordnungen, die den Juden Zinswucher und Geldbetrug vorwarfen.
- Es sollte auch das Münzwesen neu geregelt werden. Aus Zeitgründen kam es jedoch nicht dazu, so dass für den 1. April ein besonderer Münztag ausgeschrieben wurde. Als der 1. April kam, fand dieser Münztag dann doch nicht statt. Zahlreiche Spekulanten verloren ihr Geld und wurden Opfer von Schadenfreude.
- Die Constitutio Criminalis Carolina wurde von Kaiser Karl V. zwar auf diesem Reichstag beschlossen, doch erst 1532 auf dem Reichstag in Regensburg ratifiziert und damit Gesetz.
- Der Deutschmeister Walther von Cronberg erhielt von Kaiser Karl V. die hochmeisterliche Würde und wurde mit Preußen belehnt, obwohl das Territorium nicht zum Reich gehörte.
- Erklärung der Staaten in Livland zum Territorium des Heiligen Römischen Reiches (aber ohne praktische Auswirkung):
  - Erzstift Riga
  - Fürstbistum Dorpat
  - Fürstbistum Ösel-Wiek
  - Fürstbistum Kurland
  - Fürstbistum Reval (seit 1521)
  - Deutschordensstaat (Landmeistertum Livland)

Siehe auch:
- Confessio Augustana, detaillierte Darstellung
- Schmalkaldischer Bund, eine Folge dieses Reichstags
- Justus Jonas der Ältere, Vertreter der Wittenberger Reformatoren
- Matthäus Alber, Vertreter von Reutlingen
- Joachim Camerarius der Ältere: Confutatio-Nachschrift bildete Grundlage für die Apologie
- Josel von Rosheim, Rechtsanwalt der Juden im Reich
- Johannes Agricola, Mitwirkender an der Confessio Augustana
- Johannes Brenz, auf Melanchthons Seite
- Johannes Eck, Gegner der Reformation
- Martin Bucer, Straßburger Reformator
- Urbanus Rhegius, protestantischer Teilnehmer
- Christian Beyer, Kanzler von Sachsen, trug Melanchtons Confessio in Deutsch laut vor

### 1547/1548
- Auf dem „geharnischten“ Reichstag scheiterte Kaiser Karl V. mit seinen Plänen zur Niederwerfung des Protestantismus und zur Aufrichtung einer starken kaiserlichen Macht im Reich. Die Kurfürsten, aber auch die Reichsstände leisteten energischen Widerstand gegenüber den Vorstellungen des Herrschers.

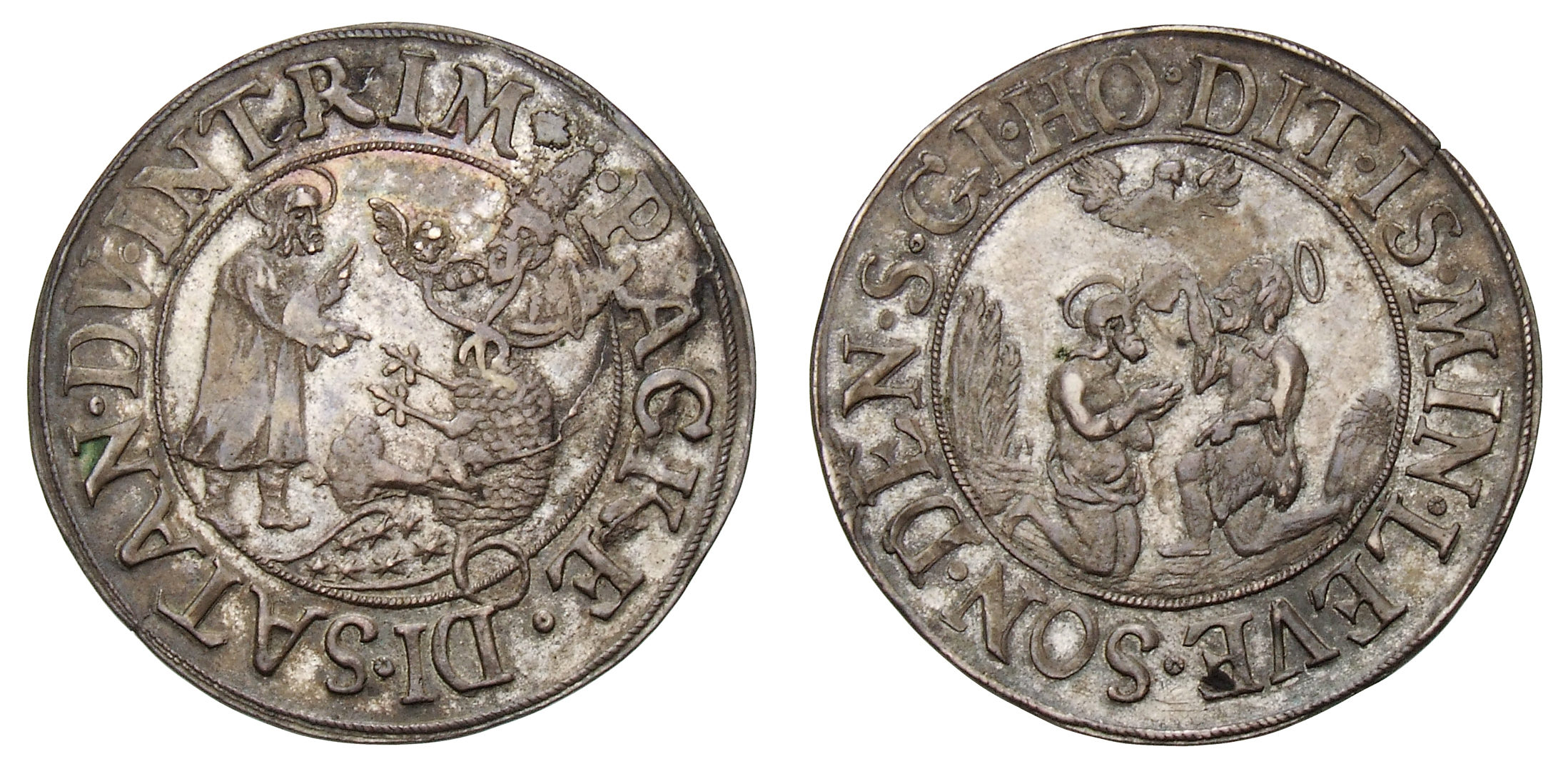
Interimstaler ohne Jahreszahl, um 1549 geprägt

- Der Kaiser erließ das Augsburger Interim, das die in einer Reihe von süddeutschen Städten zu Gunsten der protestantischen Seite durchgeführten Reformen rückgängig machte. Es wurde aber in der kaiserlichen Entscheidung den protestantischen Gläubigen die Priesterehe und der Laienkelch gestattet. Die darin entworfene Ordnung löste aber auf beiden Seiten heftigsten Widerstand aus. Der Interimstaler oder Spotttaler auf das Augsburger Interim zeigt ein dreiköpfiges Ungeheuer mit Engels,- Papst- und Türkenkopf sowie einer speienden Fratze.
- In Augsburg wie auch anderen Städten wurde die Zunftherrschaft auf kaiserliche Anordnung hin abgeschafft. Zwei Pfleger, unterstützt von einem Rat, verwalteten fürderhin die Stadt.
- Nach jahrelangen Bemühungen wurde vom Reichstag die Baderzunft als „ehrenhafte Zunft“ anerkannt.
- Die verabschiedete Polizeiordnung „Der Römisch-Kayserlichen Majestät Ordnung und Reformation guter Policey, zu Beförderung des gemeinen Nutzens“ lieferte den neuen Rechtsrahmen, woran sich die Polizeiordnungen der Einzelterritorien des Reiches auszurichten hatten. „Polizei“ bedeutete in jener Zeit nicht Polizisten oder eine Behörde, sondern „gute Ordnung und Verwaltung“ des öffentlichen Lebens. Deren Ziele, Inhalte und Mittel wurden in der jeweiligen regionalen Polizeiordnung konkretisiert.
- Auf dem Reichstag weigerte sich die Stadt Magdeburg, den Katholizismus zuzulassen. (Sie widersetzte sich 1550/1551 erfolgreich der Belagerung durch Moritz von Sachsen, der die über die Stadt verhängte Reichsacht vollstrecken wollte.)
- 1547 beanspruchte der Landeshauptmann Johann Freiherr Ungnad freie Religionsausübung in der Steiermark, blieb mit seinem Ansinnen jedoch erfolglos.
- Die Herrschaft Jever wurde 1548 auf dem Reichstag dem Burgundischen Reichskreis angeschlossen.
- Durch diplomatisches Geschick des nach Augsburg gereisten Bremer Bürgermeisters Diedrich Hoyer kam es zur Aussöhnung der Stadt Bremen mit Kaiser Karl V.
- Markgraf Johann I. von Brandenburg-Küstrin widersetzte sich dem Kaiser. Johann lehnte das Interim kompromisslos ab und weigerte sich, an der Fronleichnamsprozession teilzunehmen. Er fiel daraufhin beim Kaiser in Ungnade und entging einer Gefangennahme nur durch Fürsprache von König Ferdinand I. und der kaiserlichen Rücksichtnahme auf seinen kurfürstlichen Bruder Joachim II. Hektor. Das Interim machte Johann in seinem Herrschaftsbereich nicht bekannt.

Siehe auch:
- Passauer Vertrag, der das Augsburger Interim 1552 beseitigt
- Julius von Pflug, katholischer Bischof
- Spotttaler auf das Augsburger Interim

### 1550/1551
Der Reichstag behandelte im Kern die gleichen Themen wie 1548 weiter. Die Absichten Karls V., die Wahl seines Sohnes Philipp zum römisch-deutschen König durchzusetzen, scheiterten 1550. Hauptgegner Karls waren sein Bruder Ferdinand und die protestantischen Kurfürsten, die erneut eine Koalition bildeten.
Die Fürsten waren mit den kaiserlichen Plänen unzufrieden. In der Fürstenverschwörung, angeführt von Moritz von Sachsen und Landgraf Wilhelm von Hessen im protestantischen Lager, wurde die Reichs- und Religionspolitik, speziell dessen Erbreichspläne und Angriffe auf die ständische Libertät, zum Stein des Anstoßes. Nachdem sich auch einige katholische Fürsten in der Machtfrage gegen den Kaiser stellten, musste Karl V. seine Pläne aufgeben. 
- Zum elften Mal seit 1427 wurden allgemeine unmittelbare Reichssteuern (gemeiner Pfennig) erhoben.
- 1551 erging auf dem Reichstag ein kaiserlicher Erlass, dass alle Zigeuner das Land innerhalb von 3 Monaten verlassen müssten.
- Im 15. Jahrhundert griff das Fälschen von Safran so um sich, dass sogar die Todesstrafe darauf stand. Noch 1551 sah sich der Reichstag veranlasst, ein Gesetz gegen "geschmierten Safran" zu erlassen.
- Die Augsburger Reichsmünzordnung von 1551 wurde zur Reform des Münzwesens herausgegeben. Erstmals wird hier der Kreuzer erwähnt (4 Pfennige sind ein Kreuzer, 72 Kreuzer ein Reichsguldener).

### 1555
- König Ferdinand I. eröffnete am 5. Februar den Reichstag. Die Neuordnung der politisch-kirchlichen Verhältnisse stand auf dem Programm. Der Habsburger Ferdinand wollte zwischen dem Kaiser Karl V. und den Reichsständen einen Interessenausgleich herbeiführen.
- Der Augsburger Religionsfrieden kam nach langen Verhandlungen zustande. Das Gesetz vom 25. September 1555 erlaubte den weltlichen Reichsständen die Religionsfreiheit. Untertanen von Fürsten mussten den Glauben ihres Landesherrn annehmen (Cuius regio, eius religio) oder konnten auswandern. Geistliche Herrscher verloren beim Glaubenswechsel ihre Würden (Geistlicher Vorbehalt). Wer sich zur Augsburger Konfession bekannte, erhielt Frieden und seinen gegenwärtigen Besitzstand zugesichert.
- Der Reichstag bekräftigte früher eingeleitete Reichsreformen wie Ewiger Landfriede, Reichskammergericht (beides auf dem Reichstag zu Worms 1495 beschlossen) und Reichsexekutionsordnung (1512), modifizierte jedoch einige Regelungen. So mussten die Reichskreise nunmehr als kaiserliches Exekutivorgan den Landfrieden sicherstellen. Das Reichskammergericht sollte paritätisch nach den Konfessionen besetzt werden.
- Giovanni Morone, 1555 päpstlicher Legat auf dem Reichstag, wurde 1557 inhaftiert, weil er die Rechte der Kirche in Augsburg verraten habe, und bis zum Ende des Pontifikats Pauls IV. 1559 gefangen gehalten.

### 1558/1559
Dieser Reichstag wurde geprägt durch Ausgleichsbemühungen zwischen kaiserlich-ständischen und katholisch-protestantischen Vorstellungen.
- Der spätere Kardinal und Fürstbischof von Trient, Ludwig von Madruzzo, hielt die Trauerrede auf Kaiser Karl V. beim Reichstag.
- Die Reichsstädte konnten in Gesprächen durchsetzen, dass sie zu den Beratungen der protestantischen Fürsten hinzugezogen werden.
- Es formte und verfestigte sich eine protestantische Ständepartei. Sie wurde vom Gegensatz zwischen Kurpfalz und Kursachsen dominiert. Beide Fürsten forderten die Aufhebung des Geistlichen Vorbehalts. In der Frage der Erzwingung dieses Punktes waren sie jedoch unterschiedlicher Meinung. Während die Kurpfalz vor einer Steuerverweigerung nicht zurückschrecken mochte, bewilligte Sachsen mit seiner Stimme dem Kaiser Geldmittel zum Aufbau einer Grenzverteidigung gegen die Türken.
- Am 19. August 1559 war eine weitere Reichsmünzordnung samt Münzprobationsordnung verabschiedet worden. Trotz der allgemeinen Erkenntnis der Schädlichkeit der damaligen Münzverhältnisse und des allgemeinen Rufes nach einheitlicher Gestaltung des Münzwesens schlossen sich auch dieser Reichsmünzordnung nicht alle Reichsfürsten an.

Die Reichskreise des Heiligen Römischen Reiches 1560, nach der Reichsreform

### 1566
Die Forderung von Pius V. nach Unterwerfung unter die Beschlüsse des Tridentinischen Konzils begleitete die Beratungen des Reichstags, der andererseits erneut im Zeichen von Ausgleichsbemühungen zwischen kaiserlich-ständischen und katholisch-protestantischen Vorstellungen stand. 
Rom war misstrauisch und vermutete im Reichstag eine potenzielle Gefahrenquelle für den Heiligen Stuhl, falls dort über Glaubensfragen verhandelt würde. Hierfür war nach Auffassung der Kurie ausschließlich ein Konzil zuständig. Die Kirche zapfte im Vorfeld bereits ihr Informationssystem (Nuntiatur, Orden [Jesuiten], Fürstbischöfe und zum Teil katholische Reichsstände) an, um vor Überraschungen gefeit zu sein. Als Nuntius wurde Kardinal Commendone eingesetzt, welcher über gute Kenntnisse des Landes und der Sprache verfügte.
- In Ungarn stand Kaiser Maximilian II. im Kampf mit Johann Sigismund Zápolya. Dieser wurde von den Türken unterstützt, die durch einen Friedensvertrag von 1562 stillhielten. Auch diesmal genehmigte der protestantische Kurfürst August von Sachsen Finanzmittel für Maximilian II. gegen die Feinde im Südosten.
- Er stellte sich ihm umgekehrt aber bei dessen Vorhaben in den Weg, durch einen Reichstagsbeschluss dem pfälzischen Calvinismus ein Ende zu bereiten. Friedrich III., der pfälzische Kurfürst, hatte sich in einer eindrucksvollen Rede gegen diesen kaiserlichen Plan einer "Ausrottung der calvinistischen Sekte" und die Anschuldigung verwahrt, er entferne sich von den Grundlagen der Augsburger Konfession. Faktisch kam es nun zur Duldung des Calvinismus auch im Reich.
- Die Reichswährung (Dukaten, Taler, Kreuzer) wurde in der so genannten Augsburger Reichsmünzordnung von 1559 neu geregelt. Für einen Taler gab es jetzt reichseinheitlich 68 Kreuzer (später auf 72 und schließlich auf 90 Kreuzer verändert).
- Die verhängte Reichsacht gegen Wilhelm von Grumbach wegen Landfriedensbruchs mit Würzburg wurde bestätigt und auf den mit ihm verbündeten Herzog Johann Friedrich von Sachsen ausgeweitet.
- Der Kirchenliederdichter Ludwig Helmbold wurde von Maximilian II. auf dem Reichstag mit dem Dichterlorbeer gekrönt.

Siehe auch:
- Zweites Helvetisches Bekenntnis

### 1582
- Der Reichstag gestattete wiederum eine Türkenhilfe durch Steuererhebung bei den Ständen.
- Radkersburg wurde vom Reichstag zur Reichsfestung erhoben.
- Den Protestanten wurde erstmals eine katholische Majorisierung im Fürstenrat bewusst. Als der magdeburgische Gesandte seine Session im Fürstenrat wahrnehmen wollte, drohten die katholischen Gesandten ihr Fernbleiben von der Sitzung an. Vom Kaiser ließ sich der Administrator mit Erklärungen abspeisen und zum Verzicht auf die Teilnahme an weiteren Sessionen bewegen. Dieser Ausschluss eines Bistumsadministratoren wurde ein Präzedenzfall für weitere Reichstage.
- Außerdem musste sich der Reichstag mit der Frage befassen, welche Kompetenzen der Reichserbmarschall in der Stadt eines Reichstags habe. Der Augsburger Rat hatte sich wegen der die städtische Autonomie verletzenden Eingriffe an den Reichstag zur Klärung gewandt. Der Reichserbmarschall konnte unter anderem Einquartierungen in Bürgeranwesen vornehmen und Preise für die Beherbergung und Speisen bestimmen.
- Eine heikle Angelegenheit war weiter die Streitsache, ob auch eine Reichsstadt wie jeder Fürst ihr religiöses Bekenntnis ändern dürfe. 1581 war im Rahmen der Aachener Religionsunruhen der Große Rat der Stadt mehrheitlich protestantisch geworden. Daraufhin ordnete der Kaiser Rudolf II. den beiden Aachener Delegierten Matthias Peltzer und Judokus von Beeck an, dass alle Protestanten aus Rat und Ämtern entfernt werden mussten.
- Als päpstliche Legaten nahmen Kardinal Ludwig von Madruzzo und Nuntius Giovanni Francesco Bonomi am Reichstag teil.
- Neu geregelt wurde die Besetzung im Reichsfürstenrat. Es wurde festgesetzt, welche Fürstenhäuser in den Reichsfürstenrat kamen, die Reichstagsstimme wurde an das Territorium geknüpft (Territorialprinzip). Nach dem Jahr 1582 hinzukommende Fürsten wurden rangniedriger behandelt als die altfürstlichen Häuser. Zu den Neulingen zählten unter anderem die Adelshäuser Auersperg, Fürstenberg, Hohenzollern, Liechtenstein, Nassau, Sayn, Solms, Schwarzburg, Schwarzenberg, Thurn und Taxis, Waldeck und die Fugger.

## Außenwirkung
Über das Verhandlungsgeschehen im Rathaus oder anderen Räumlichkeiten sowie Verköstigungen und gesellschaftliche Ereignisse in Patrizierhäusern hinaus zeigte ein Reichstag auch eine nicht zu unterschätzende Außenwirkung auf die Bevölkerung. 
Die Rituale
- Einzug des Kaisers nach Augsburg
- Huldigung des Rates und der städtischen Bürgerschaft
- festliche Eröffnung des Reichstags
- öffentliche Auftritte von Kaiser, Fürsten und Gesandten
- Besiegelung des Reichsabschiedes (= gefasste Beschlüsse) [ab dem Jahr 1495]
- Auszug der Delegationen aus der Stadt

waren öffentliche Veranstaltungen mit hohem Publikumsinteresse. Die Einigkeit von Kaiser und Reich wurde hier optisch geschickt präsentiert. Jedermann erhielt Zutritt mit seinem Anliegen zum Kaiser während seines Verweilens in der Stadt. Gemeinsames Auftreten des Regenten und der Reichsstände sollten, trotz bestehender Differenzen gerade in Glaubensfragen seit Luthers Thesenanschlag an der Wittenberger Schlosskirche, gleichwohl eine gemeinsame Verwaltung des Reiches signalisieren.

## Immerwährender Reichstag
Ab 1663 ersetzte ein ständiger Gesandtenkongress (Immerwährender Reichstag) mit dem festen Sitz in Regensburg die bis dahin stets wechselnden Tagungsorte.
Als die in Europa im Jahr 1713 ausgebrochene Pest auch Regensburg erfasste, wurde der Immerwährende Reichstag in den Jahren 1713 und 1714 vorübergehend in Augsburg abgehalten. Eine zweite Sondersituation ergab sich von 1742 bis 1745, als der Österreichische Erbfolgekrieg die Verlegung der Sitzungen nach Frankfurt am Main notwendig machte.